# Volcán Descabezado Chico
Volcán Descabezado Chico är en kon i Chile.   Den ligger i regionen Región del Maule, i den södra delen av landet, 230 km söder om huvudstaden Santiago de Chile. Toppen på Volcán Descabezado Chico är 3 281 meter över havet, eller 688 meter över den omgivande terrängen. Bredden vid basen är 18,7 km.
Terrängen runt Volcán Descabezado Chico är kuperad österut, men västerut är den bergig. Runt Volcán Descabezado Chico är det glesbefolkat, med 8 invånare per kvadratkilometer.. Det finns inga samhällen i närheten.
Trakten runt Volcán Descabezado Chico är ofruktbar med lite eller ingen växtlighet.